# Théry Schir
Théry Schir (Lausana, 18 de febrero de 1993) es un deportista suizo que compite en ciclismo en las modalidades de pista, especialista en las pruebas de persecución por equipos y madison, y ruta.
Ganó una medalla de bronce en el Campeonato Mundial de Ciclismo en Pista de 2014 y dos medallas de plata en el Campeonato Europeo de Ciclismo en Pista, en los años 2015 y 2018. En los Juegos Europeos de Minsk 2019 obtuvo dos medallas, plata en ómnium y bronce en persecución por equipos.
Participó en dos Juegos Olímpicos de Verano, ocupando el séptimo lugar en Río de Janeiro 2016, en persecución por equipos, y el séptimo en Tokio 2020, en madison y ómnium.

## Medallero internacional
| Campeonato Mundial | Campeonato Mundial     | Campeonato Mundial | Campeonato Mundial      |
| Año                | Lugar                  | Medalla            | Competición             |
| ------------------ | ---------------------- | ------------------ | ----------------------- |
| 2014               | Cali ( Colombia)       | Medalla de bronce  | Madison                 |
| Juegos Europeos    |                        |                    |                         |
| Año                | Lugar                  | Medalla            | Competición             |
| 2019               | Minsk ( Bielorrusia)   | Medalla de plata   | Ómnium                  |
| 2019               | Minsk ( Bielorrusia)   | Medalla de bronce  | Persecución por equipos |
| Campeonato Europeo |                        |                    |                         |
| Año                | Lugar                  | Medalla            | Competición             |
| 2015               | Grenchen ( Suiza)      | Medalla de plata   | Persecución por equipos |
| 2018               | Glasgow ( Reino Unido) | Medalla de plata   | Persecución por equipos |

## Palmarés

### Ruta
2017
- 3.º en el Campeonato de Suiza Contrarreloj

2021
- 3.º en el Campeonato de Suiza Contrarreloj

### Pista
2014
- 3.° en el Campeonato Mundial Madison

2015
- 2.º en el Campeonato Europeo en Persecución por equipos